# 라 플로라 아카데미
라 플로라 아카데미(태국어: ลา ฟลอร่า โรงเรียนป่วนก๊วนเจ้าหญิง 라 플러라 롱리얀뽠꽌짜오잉[*])는 태국의 만화이다. 2013년 애니메이션으로도 제작되어 방영되었다. 2009년 6월 1권이 발간되었고, 현재 시즌 4가 연재되고 있는 중이다. (가장 최근의 작품은 시즌 4 7권이며 2019년 9월 발간)
주인공 티와가 세계 각국에서 온 친구들을 만나고, 함께 학교를 다니거나 사건을 해결하며 세계 여러 나라의 문화와 역사 및 지리 등을 알아가는 학습 만화이다. 그 외에도 "우리나라가 최고야!", "라 플로라 스페셜" 등의 외전이 발간되었으며 보드게임도 출시되는 등 태국에서 매우 큰 인기를 누렸다. 2010~2013년 경이 인기의 최전성기였으며, 2020년에도 최전성기 만큼은 아니지만 태국에서 큰 인기를 얻는 태국에서 가장 성공한 학습 만화 중 하나다. 태국 내에서는 "커플링"이나 "일러스트" 등의 2차적저작물이나 동인 문화 창작도 활발히 이루어지고 있는데 독자가 창작한 캐릭터가 실제 원작에 출연하기도 한다.

## 줄거리
1492년 설립된 라 플로라 아카데미는 지중해의 어느 신비한 섬에 비밀리에 설립되어 특별한 재능을 가진 소년 소녀들을 교육시키고 있다. 라 플로라 아카데미는 비영리기관이며 모든 분야에서의 다양한 교육을 제공하는 것이 기본 방침이다. 전 세계의 유명인을 배출하고 있는 명문 학교지만 그 존재는 철저히 베일에 가려져 있다. 이 비밀 아카데미의 교육 과정을 거치면 평범한 소녀도 훌륭한 공주가 된다. 그래서 라 플로라 아카데미는 프린세스 아카데미로도 불린다.
티와 풋피처냐는 라 플로라 아카데미에 실종된 어머니의 행방을 찾고, 많은 친구와 사귀기 위해 입학했다. 티와가 독자들과 함께 만들어 가는 것은 우정이다.

## 등장인물

### 주연 여학생들
- 티와 풋피처냐(ทิวา พุดพิชญา)

태국 출신이며 작품의 주인공이다. "원숭이"라는 별명을 가졌으며 장난꾸러기이다. 바퀴벌레를 두려워한다. 실종된 어머니의 행방을 찾기 위해 프린세스 아카데미의 학생이 된다. 먹는 것을 좋아한다. 고양이를 기르고 있으며 늘 같이 다닌다. 신장 142cm, O형, 12월 28일 출생.
- 양메이화(หยาง เหมยฮัว)

중국 출신이며, 쿵푸를 잘한다. 성실하지만 참을성이 없고 화를 잘 낸다. 집안에서 중식당을 운영하며 양메이화도 장차 식당을 물려받을 예정이다. 괴롭힘을 당하는 친구가 있다면 도와주며 참지 못하는 성격의 소유자다. 티와와 자주 다투는 악우지만 서로 친한 친구이다. 신장 146cm, B형, 4월 16일 출생.
- 후지와라 유리(ฟูจิวาระ ยูริ)

일본 출신이며 아버지가 야쿠자의 두목이다. 단정하지만 서투른 성격이고 자신감이 없다. 그러나 아버지만큼 강해지려고 노력하고 있다. 실수를 할 때 종종 손가락을 자르는 척하지만 피에 대한 두려움 때문에 실제로 자르지는 않는다. 말할 때 보통 자신을 "유리"라고 3인칭화하여 지칭하고, 말 끝을 "짜오카(เจ้าค่ะ)"로 끝내는 말버릇이 있다. 참고로 해당 말버릇은 태국의 구어체로, 한국으로 치자면 "~이옵니다"와 같은 옛말투이다. 신장 144cm, O형, 9월 22일 출생.
- 로잘리 크레이(โรซารี่ เกรย์)

영국 출신이며, 과학 영재이다. 스마트폰을 잘 다뤄 늘 빨리 정보를 얻는다. 차갑고 무뚝뚝하며 무심결에 친구의 마음에 상처를 줄 때가 많다. 그러나 귀여운 것을 좋아하는 성격의 소유자이다. 신장 155cm, AB형, 7월 9일 출생.
- 나르시사 르페브웨르(นาซิสซ่า ลเฟบเวร์)

프랑스 출신이며, 자신이 공주라는 자신감과 확신감에 가득 차있다. 자신에 대한 확신이 넘치며 위엄 있고, 거만한 성격이다. 그러나 나중에 친구들에게 인정받고 서로 좋은 관계를 가진다. 신장 152cm, A형 8월 30일 출생.

### 주연 남학생들
- 김기율(คิม กียุล)

한국 출신이며, 반장이다. 안경을 끼고 있으며 고지식해 보이지만 사실은 상냥한 성격이고, 안경을 벗으면 미남이 된다. 티와와 자주 엮이며, 함께 위기 상황을 풀어나간다. 수영을 잘 못 한다. 신장 150cm, O형, 2월 14일 출생.
- 크리스토퍼 리차드(คริสโตเฟอร์ ริชาร์ด)

미국 출신이며, 영웅처럼 행동하길 좋아한다. 세계 평화에 관심이 많고 그것을 바란다. 김기율과 단짝친구이며 같이 붙어 다닐 때가 많다. 신장 158cm, B형, 7월 4일 출생.
- 리오나르도 단테(ลีโอนาร์โด ดันเต้)

이탈리아 출신이며, UFO와 외계인에 관심이 많다. 그래서 UFO 헌터라는 별명이 있다. 예술에 대해 잘 안다. 신장 151cm, AB형, 12월 18일 출생.
- 알렉세이 콘스탄틴(อเล็กเซ คอนสแตนติน)

러시아 출신이며, 신비하게 행동하길 좋아한다. 외모 때문에 종종 여자로 오해받지만, 그는 그런 오해를 제일 싫어한다. 신장 142cm, B형, 2월 14일 출생.
- 호루스 프톨레미(ฮอรัส ปโตเลมี)

이집트 출신이며, 늘 정중하며 예의바르다. 봉제를 잘 하며 집안이 대대로 2천년 이상 봉제에 종사해왔다. 신장 155cm, A형, 1월 15일 출생.

### 기타 학생
마리오나(มาริโอน่า รินโอรีน)
이탈리아 출신. C반의 여학생이며 마피아의 자녀이다. 한쪽 눈과 한쪽 팔이 없지만 절대 약한 척을 하지 않는다. E반의 학생들과 체육시합을 벌이고 거기서 E반이 이기면 티와의 엄마에 대해 가르쳐 주기로 한다. 신장은 147. 참고로 독자가 디자인한 캐릭터이다.
에스메랄다(เอสเมอรันด้า ตาปัสด้า)
스페인 출신. A반의 여학생이며 유명한 셰프의 딸이다. 천재 셰프로 유명하며 나르시사와는 어릴때부터 라이벌이었다. 디저트를 잘 만들고 황소를 무서워한다. 신장은 149. 독자가 디자인한 캐릭터다.

### 교직원
- 마리 기머(ครูมารี กีมาร์)

티와와 주연들이 속한 E반의 담임 교사이다. 엄격하며 깐깐한 성격이다.
- 빈센트 윌리엄(ครูวินเซนต์ วิลเลี่ยม)

A반의 담임 교사이자 예술 과목 교사. 잘 생긴 젊은 교사이며, 티와의 어머니에 대해 잘 아는 듯 하다.
- 나이팅게일 플로리아(ไนติงเกล ฟลอเรีย)

라 플로라 아카데미의 이사장이지만 학교에 거의 머무르지 않고 모습을 나타내지 않는다.

### 요정이나 정령
- 아시(อสิ)

애니메이션에서만 나오는 요정 캐릭터. ASEAN 전시관에 봉인되어 있었고 그 때문에 인간에 대한 증오심이 있었다. 힘이 깃든 보석을 항상 가지고 있었지만 잊어버린다. 장난꾸러기이며 티와 일행에게 적대적이였으나, 점차 서로를 알아가며 화해한다. 또한 티와 일행은 아시가 보석을 찾는 것을 도와주며, 아시도 아세안 전시관의 단장을 같이 하게 된다. 상대방과 박치기를 하면 영혼이 바뀌어 상대의 몸으로 들어갈 수 있다.

## 애니메이션
2012년 제작이 시작되었고 2013년 3월 31일 시사회를 가졌다. 이후 2013년 라 플로라, GO!GO! ASEAN!이 방영되었다. 총 12화 방영되었으며 내용은 티와와 친구들이 오래된 "아세안 전시관"을 "아시"라는 요정과 함께 단장하고, 아시가 잃어버린 보석과 힘을 되찾는 내용이다. 또한 아세안 전시관을 단장하는 내용에서 아세안 각국을 소개하며 시청자들에게 정보를 전달한다. 
이후 인기에 힘업어 2기가 만들어졌으며 2기에서는 한국인 캐릭터인 김기율이 티와와 함께 공동 주인공급의 등장과 활약을 함께 하였다.

## 태국 외에서
태국 외, 말레이시아와 대한민국 2개국에서 만화가 수입되어 판매되었다. 
2012년 10월부터 출판사 능인이 수입하여 한국에 출판하였으며, 2020년 기준 총 10권이 발간되었다. 그러나 2013년 12월 10권 발간 이후 2020년까지 후속 발간이 없어 사실상 한국에서는 수입이 중단된 것으로 보인다.